# Zoanthidae
A Zoanthidae a virágállatok (Anthozoa) osztályába és Zoantharia rendjébe tartozó család.
A WoRMS adatai szerint 27 elfogadott faj tartozik ebbe a korallcsaládba.

## Rendszerezés
A családba az alábbi 3 nem tartozik:
- Acrozoanthus Saville-Kent, 1893 - 1 faj
- Isaurus Gray, 1828 - 3 faj
- kéreganemóna (Zoanthus) Lamarck, 1801 - 23 faj